# Старий Квебек
Старий Квебек (фр. Vieux-Québec, також Старе місто Квебека) — історичний центр міста Квебек (Канада). Старий Квебек має у своєму складі Верхнє і Нижнє місто та входить до списку Світової спадщини ЮНЕСКО.
Деякий час історичний центр називали Латинським кварталом (Quartier latin), але ця назва більш стосується місцевості поблизу університету Лаваля.

## Історія
Старий Квебек є найстарішою частиною міста. В 1608 році Самюель де Шамплен вибрав це місце для будівництва Шато-Сен-Луї, майбутньої резиденції уряду Нової Франції. Від початку свого існування і практично до кінця XVIII століття, Квебек був столицею і найбільшим містом у Новій Франції (після англійського завоювання — провінції Квебек). У 1750 році населення міста нараховувало близько 8000 осіб. Місто було центром французької влади в Північній Америці. У певному сенсі, Квебек є двома містами. Верхнє місто було стінами фортеці, розташованої високо над річкою, на вершині скелі. Вона включала особняк губернатора і будинки багатих. Нижнім містом був порт, що розташовувався між річкою і скелею.
Військові споруди сильно гальмували подальший розвиток міста. В кінці XIX століття багато жителів Квебека висловлювалися за знесення військових укріплень, однак губернатор Дафферін зміг зупинити руйнування та відреставрувати ті частини стін, яким було завдано збитків. 
У рисах Старого Квебека переважають будівлі XIX століття, деякі споруди належать до XVII-XVIII століть. Також збереглися більшість фортифікацій, в тому числі Квебекська фортеця. В історичному центрі розташувалися торгові вулиці Рю дю Петі-Шамплен, Рю Сен-Жан, Рю Де Бод. Багато організацій досі розташовуються в центрі Квебека, як, наприклад, міська рада, Квебекська семінарія, монастирі августинок і урсулинок.
Бувши однією з головних визначних пам'яток міста, Старий Квебек привертає велику кількість туристів. Для них в центрі були побудовані готелі, в тому числі знаменитий Шато-Фронтенак. У Старому Квебеку також функціонує фунікулер.
У 1985 році історичний центр міста було внесено до списку Світової спадщини ЮНЕСКО.
| Канада | Це незавершена стаття з географії Канади. Ви можете допомогти проєкту, виправивши або дописавши її. |

1. ↑  * Назва в офіційному англомовному списку